# Castro Portela
Castro Portela es una aldea española situada en la parroquia de Villamor, del municipio de Folgoso de Caurel, en la provincia de Lugo, Galicia.

## Localización
Se encuentra a 468 m sobre el nivel del mar, junto al castro del mismo nombre, en un profundo valle excavado por el río Lor. Se encuentra en la carretera que une Froxán con Vilar de Lor.

## Demografía
| Gráfica de evolución demográfica de Castro Portela entre 2000 y 2019 |
|                                                                      |
| Datos según el nomenclátor publicado por el INE.                     |